# Нетт-Лейк (переписна місцевість, Міннесота)
Нетт-Лейк (англ. Nett Lake) — переписна місцевість (CDP) в США, в окрузі Сент-Луїс штату Міннесота. Населення — 230 осіб (2020).

## Географія
Нетт-Лейк розташований за координатами 48°6′53″ пн. ш. 93°4′52″ зх. д. / 48.11472° пн. ш. 93.08111° зх. д. (48.114619, -93.081069).  За даними Бюро перепису населення США в 2010 році переписна місцевість мала площу 4,46 км², уся площа — суходіл.

## Демографія
Згідно з переписом 2010 року, у переписній місцевості мешкали 284 особи в 93 домогосподарствах у складі 66 родин. Густота населення становила 64 особи/км².  Було 94 помешкання (21/км²).
Расовий склад населення:
| - 93,3 % — корінних американців - 4,2 % — білих - 0,4 % — чорних або афроамериканців |

До двох чи більше рас належало 1,4 %. Частка іспаномовних становила 1,4 % від усіх жителів.
За віковим діапазоном населення розподілялося таким чином: 32,4 % — особи молодші 18 років, 57,4 % — особи у віці 18—64 років, 10,2 % — особи у віці 65 років та старші. Медіана віку мешканця становила 30,6 року. На 100 осіб жіночої статі у переписній місцевості припадало 89,3 чоловіків;  на 100 жінок у віці від 18 років та старших — 81,1 чоловіків також старших 18 років.
Середній дохід на одне домашнє господарство  становив 36 373 долари США (медіана — 26 667), а середній дохід на одну сім'ю — 44 054 долари (медіана — 30 781). За межею бідності перебувало 30,0 % осіб, у тому числі 30,1 % дітей у віці до 18 років та 17,1 % осіб у віці 65 років та старших.
Цивільне працевлаштоване населення становило 138 осіб. Основні галузі зайнятості: мистецтво, розваги та відпочинок — 26,1 %, публічна адміністрація — 23,2 %, роздрібна торгівля — 14,5 %, фінанси, страхування та нерухомість — 14,5 %.